# カンモンハタ
カンモンハタ（学名：Epinephelus merra）は、ハタ科に分類される魚類の一種。インド太平洋に広く分布し、サンゴ礁に生息する。ハタの中では小型で、六角形の網目模様が特徴である。

## 分類と名称
1793年にドイツの博物学者であるマルクス・エリエゼル・ブロッホによって記載され、タイプ産地は日本とされたが、実際はインド洋であった可能性が高い。似たような網目模様を持つ Epinephelus bilobatus、Epinephelus faveatus、イシガキハタ、キビレハタ、シロブチハタ、スミツキハタ、モヨウハタ、Epinephelus spilotoceps とは近縁で、博物館でもよく混同される。
種小名はインドネシア語名の「Ikan Meer」に由来する。英名はHoneycomb grouperの他に、black-spotted rock-cod、common birdwire rockcod、dwarf spotted rockcod、dwarf-spotted grouper、honeycomb cod、wire-netted reefcod、wire-netting codなどがある。
和名のカンモンハタの由来については不明である。別称や地方名としてカンモンカサゴ（小笠原）、アヤネバリ（奄美大島）、イシミーバイ（沖縄）、ヨオロミイバイ（沖縄）などがある。

## 分布と生息地
南アフリカからミクロネシア、ライン諸島、トゥアモトゥ諸島、オーストラリア東部および北西部、南西諸島および小笠原諸島まで、また東インド諸島など、インド太平洋に広く分布する。紅海、ペルシア湾、インド洋沿岸部からは知られていない。日本では伊豆・小笠原諸島、相模湾以南の太平洋岸、南西諸島で見られる。オーストラリアでは西オーストラリア州からニューサウスウェールズ州まで、アシュモア・カルティエ諸島などの礁、珊瑚海、ココス諸島とクリスマス島、タスマン海のロード・ハウ島にも分布する。2005年には地中海から一個体が発見された。生息水深は通常20m、最大50mで、外洋のサンゴ礁や浅いラグーンに生息する。

## 形態
全長は最大でも32cmと、ハタの中でも小型の種である。背鰭は長く、11棘と15-17軟条から成り、臀鰭は3棘と8軟条から成る。体は側扁した楕円形である。体色は黄土色から明るい茶色で、小さな茶色の六角形で覆われる。斑点の隙間は白く、模様は網目状になっている。全ての鰭にも斑点があり、尾鰭は丸型である。眼窩の間は平たく、頭部背面の輪郭は突出する。瞳孔は赤褐色から黒色。下顎は上顎より長く、下顎の中央外側には2-4列の歯がある。

## 生態
幼魚はミドリイシ属のサンゴ礁を好む。主に魚、カニ、エビ、頭足類を捕食し、成長に伴って魚食性が強まる。雌性先熟の雌雄同体で、体長16cm未満の個体は全て雌である。ソサエティ諸島では通常1-4月に産卵する。産卵は満月の2-3日前に始まり、約3-4日間続く。性転換は非繁殖期に起こり、その引き金は解明されていない。雌は体長約20cmで雄に性転換する。

## 人との関わり
小規模で伝統的な漁業で漁獲されることが多い。釣り、かご網、スピアフィッシング、トロール網などで漁獲され、鮮魚として販売される。ベトナムのハロン湾では養殖が行われている。南西諸島では一般的な食用魚であり、小型のため安く取引されている。